# Nemesia daedali
Nemesia daedali är en spindelart som beskrevs av Decae 1995. Nemesia daedali ingår i släktet Nemesia och familjen Nemesiidae. Inga underarter finns listade i Catalogue of Life.